# Meredith Colket
Meredith Bright Colket (Filadelfia, Pensilvania, 19 de noviembre de 1878 - Filadelfia, Pensilvania, 7 de junio de 1947) fue un atleta estadounidense que compitió a finales del siglo XIX y que era especialista en el salto con pértiga.
En 1900 tomó parte en los Juegos Olímpicos de París, en la que ganó la medalla de plata en la prueba del salto con pértiga. Con un mejor salto de 3m 25 cm quedó por detrás de su compatriota Irving Baxter.

## Grandes marcas
1. Salto con pértiga. 3m 38cm, en 1900